# Mangaben

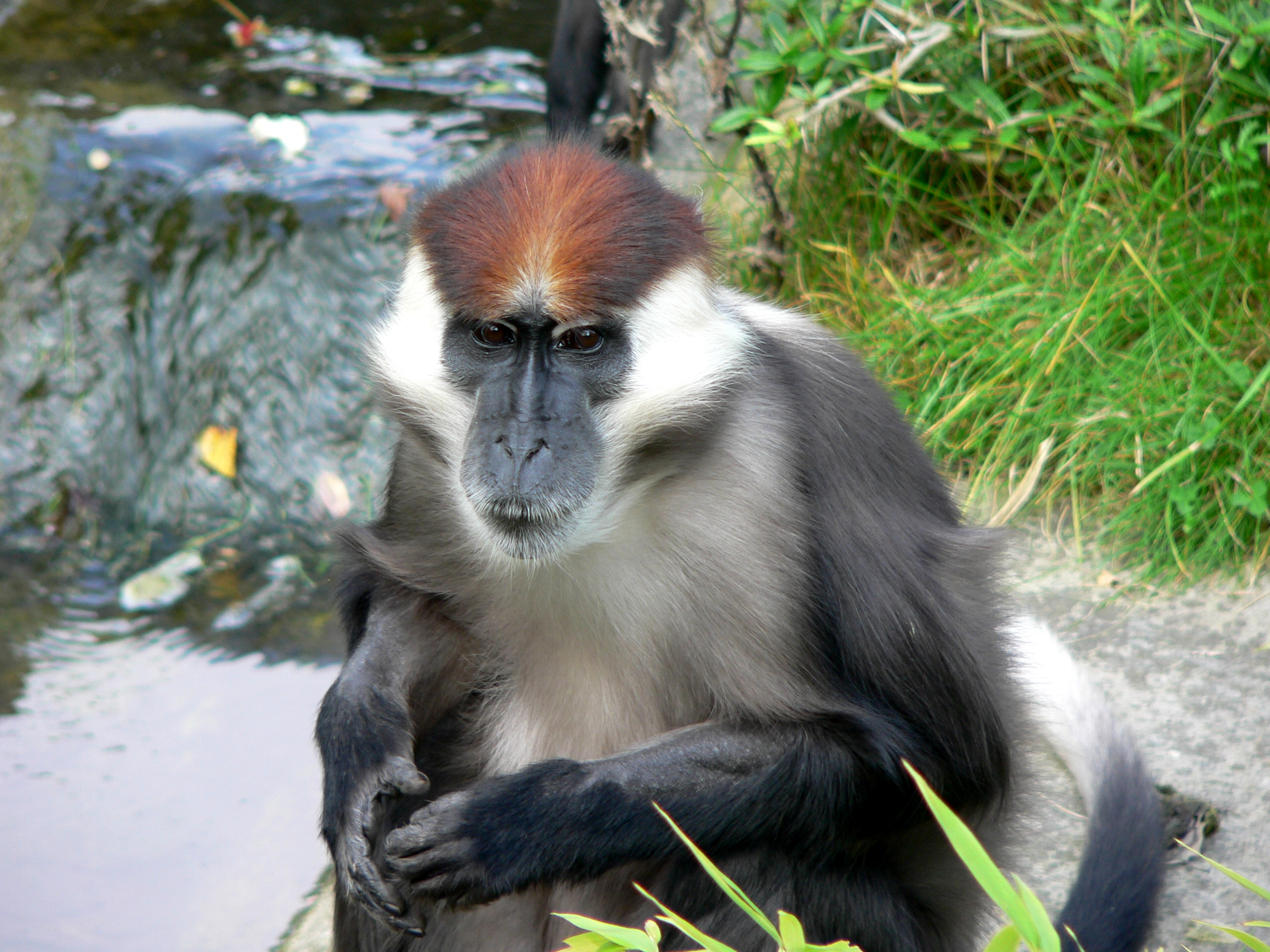
Die Halsbandmangabe ist ein Vertreter der Weißlid-Mangaben

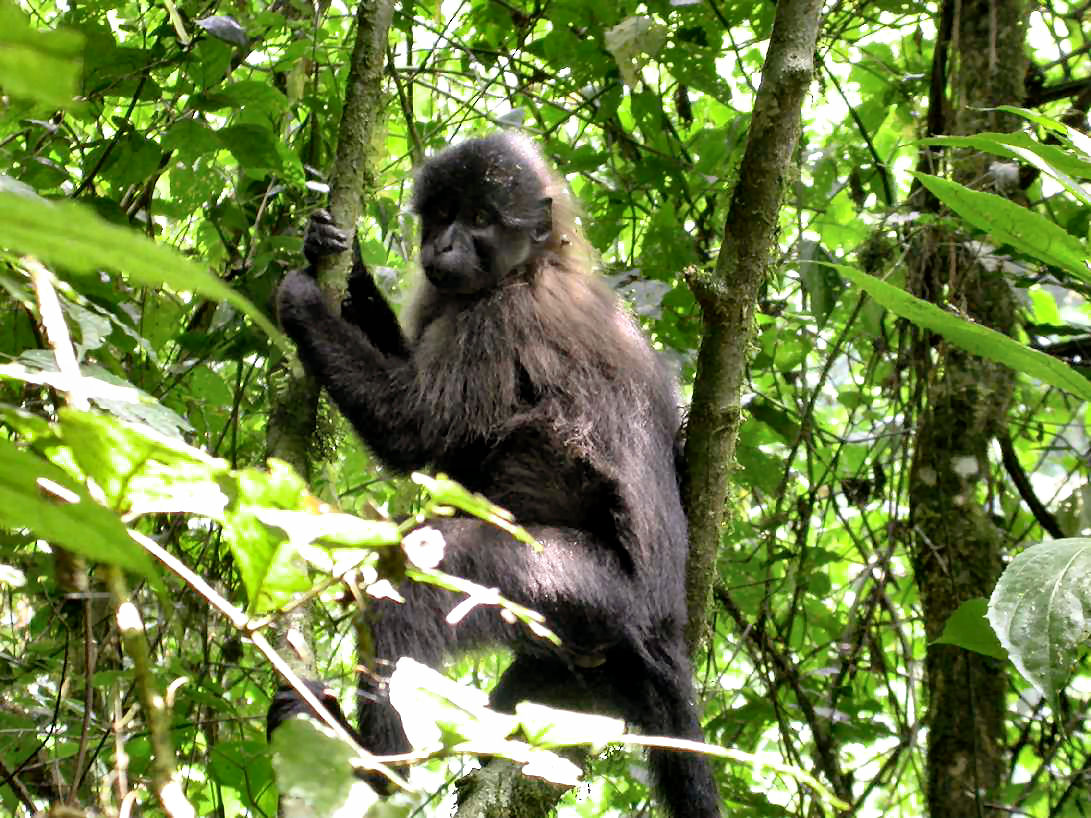
Die Uganda-Mangabe ist ein Vertreter der Schwarzmangaben

Die Mangaben sind eine Gruppe in Afrika lebender Primaten aus der Familie der Meerkatzenverwandten (Cercopithecidae).
Jüngere Untersuchungen haben aber gezeigt, dass die Mangaben keine systematische Gruppe darstellen, sondern sich in drei nur oberflächlich ähnliche Gattungen aufteilen, die nicht sonderlich eng miteinander verwandt sind.
- Die Weißlid-Mangaben (Cercocebus) sind bodenbewohnende Tiere mit vorwiegend brauner oder grauer Fellfärbung. Ihre nächsten Verwandten sind vermutlich die Backenfurchenpaviane, weswegen sie auch Mandrill-Mangaben genannt werden. Zu dieser Gattung zählen sieben Arten:
  - Olivmangabe (Cercocebus agilis)
  - Rußmangabe (C. atys)
  - Goldbauchmangabe (C. chrysogaster)
  - Tana- oder Haubenmangabe (C. galeritus)
  - Weißnackenmangabe (C. lunulatus)
  - Sanje-Mangabe (C. sanjei)
  - Halsbandmangabe (C. torquatus), auch Rotscheitel- oder Rotkopfmangabe genannt

- Die Schwarzmangaben (Lophocebus) sind baumbewohnende Tiere mit schwärzlichem Fell. Diese Gattung ist enger mit den Pavianen verwandt und wird darum auch Pavian-Mangaben genannt. Es werden sechs Arten unterschieden:
  - Grauwangenmangabe (Lophocebus albigena)
  - Uganda-Mangabe (L. ugandae)
  - Osman-Hill-Mangabe (L. osmani)
  - Johnston-Mangabe (L. johnstoni)
  - Schopfmangabe (L. aterrimus)
  - Opdenbosch-Mangabe (L. opdenboschi)

- Der 2005 entdeckte Kipunji-Affe, auch als Hochlandmangabe bezeichnet, wurde ursprünglich zu den Schwarzmangaben gerechnet, wird aber heute in einer eigenen Gattung, Rungwecebus, eingeordnet.